# Ганина Гарь
Ганина Гарь — посёлок в Бирилюсском районе Красноярского края России. Входит в состав Рассветовского сельсовета.

## География
Находится на правом берегу реки Кемчуг, примерно в 50 км к востоку-северо-востоку (ENE) от районного центра, села Новобирилюссы, на высоте 204 метров над уровнем моря.

## История
Основан в 1910 году. По данным на 1926 года деревня Покровка состояла 64 хозяйств, основное население — белоруссы. В административном отношении входила в состав Междуреченского сельсовета Больше-Улуйского района Ачинского округа Сибирского края. В 1929 г. постановлением Президиума ВЦИК деревня Покровская переименована в деревню «Ганина Гарь».

## Население
| 1926 | 2010 |
| ---- | ---- |
| 352  | ↘9   |

Гендерный состав
По данным Всероссийской переписи населения 2010 года 6 мужчин и 3 женщины из 9 чел.

## Улицы
Уличная сеть посёлка состоит из одной улицы (ул. Центральная).